# Santa Cruz de Cangas de Onís

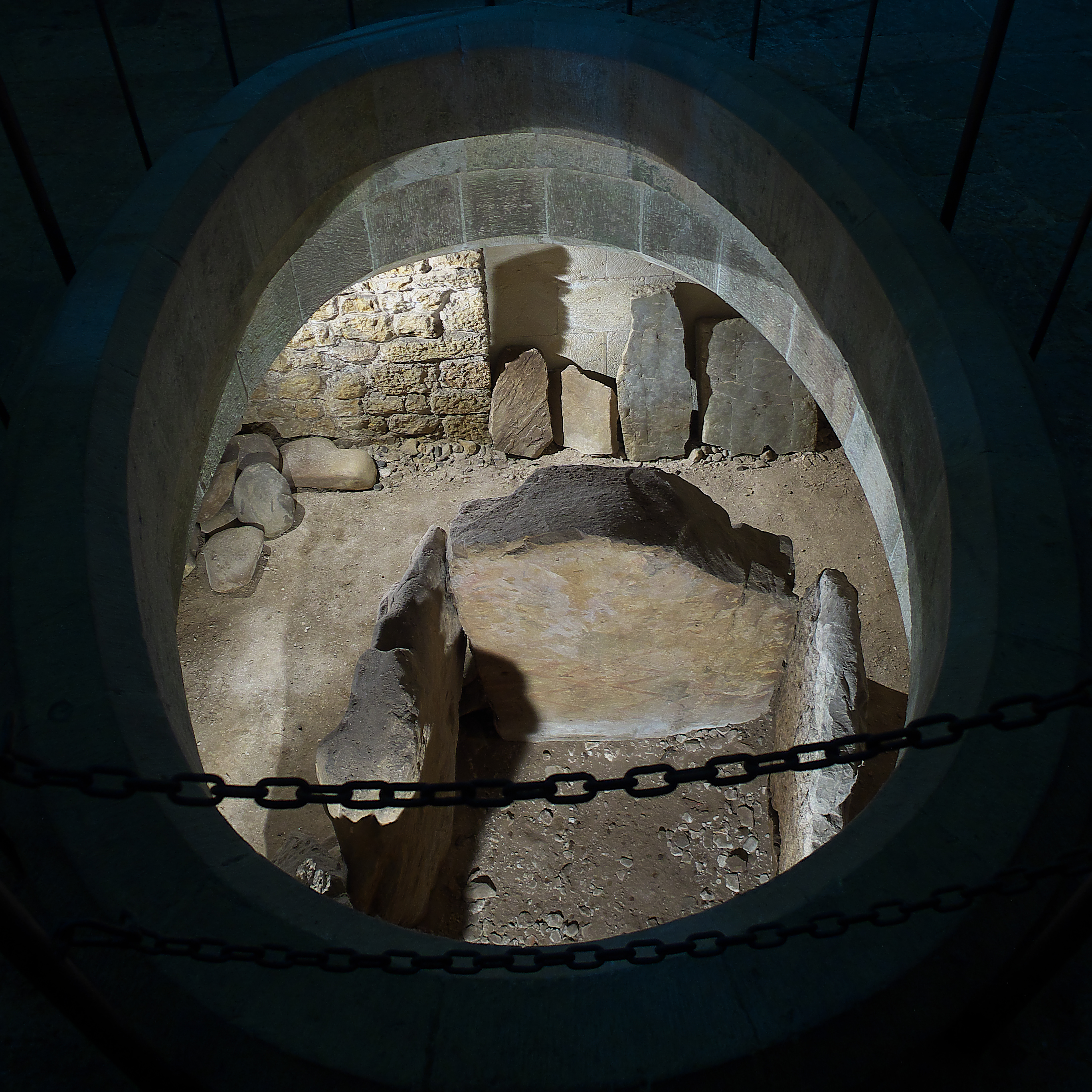
Megalithanlage in Santa Cruz

Santa Cruz de Cangas de Onís ist eine kleine Kapelle in Cangas de Onís, das bis 774 Hauptstadt des Königreichs Asturien im Norden von Spanien war. Sie wurde 737 begonnen und gemäß dem ursprünglichen Grundstein, der als das erste literarische Dokument der Reconquista gilt, geweiht. Sie wird als die erste christliche Kirche angesehen, die nach der maurischen Invasion errichtet wurde und ist wohl das älteste christianisierte Megalithmonument der Iberischen Halbinsel. 

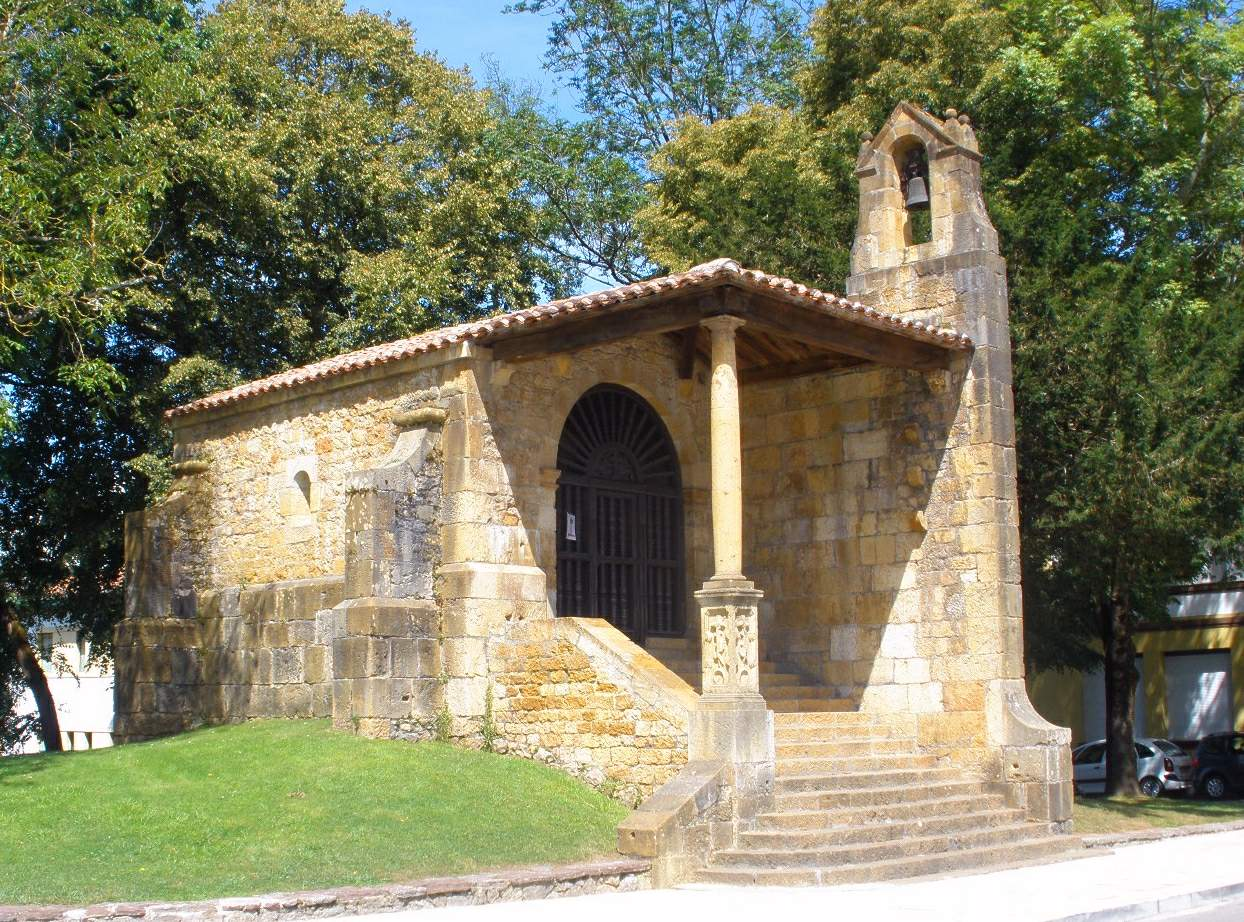
Santa Cruz de Cangas de Onís

Die Kapelle liegt auf dem künstlichen Hügel eines Dolmen und wurde durch Favila, den zweiten König von Asturien gegründet. Die heutige Kapelle ist eine Rekonstruktion aus dem Jahre 1951, die auf demselben Gelände errichtet wurde, auf dem das ursprüngliche, im spanischen Bürgerkrieg zerstörte Gebäude stand. Der Legende nach wurden hier König Favila und seine Gemahlin bestattet. In der Krypta der Kirche befindet sich ein etwa 4000 Jahre alter Dolmenrest, der mit Gravuren und Malereien verziert ist.